# Can Vergers
Can Vergers és una masia situada al municipi de Maià de Montcal, a la comarca catalana de la Garrotxa.